# Rostocker Stadttheater (1895–1942)
Das Rostocker Stadttheater war seinerzeit das größte Theater der Hansestadt Rostock und wurde zwischen 1894 und 1895 in der Steintor-Vorstadt auf dem Rosengarten zwischen der Neuen Wallstraße (heute Ernst-Barlach-Straße), der Alexandrinenstraße (heute Richard-Wagner-Straße) und der Lindenstraße errichtet. Nach 1945 entstand auf dem Gelände das Hauptgebäude des Ostseedruck Rostock.

## Geschichte

### Ballhaus, Hoftheater und Comödienhaus

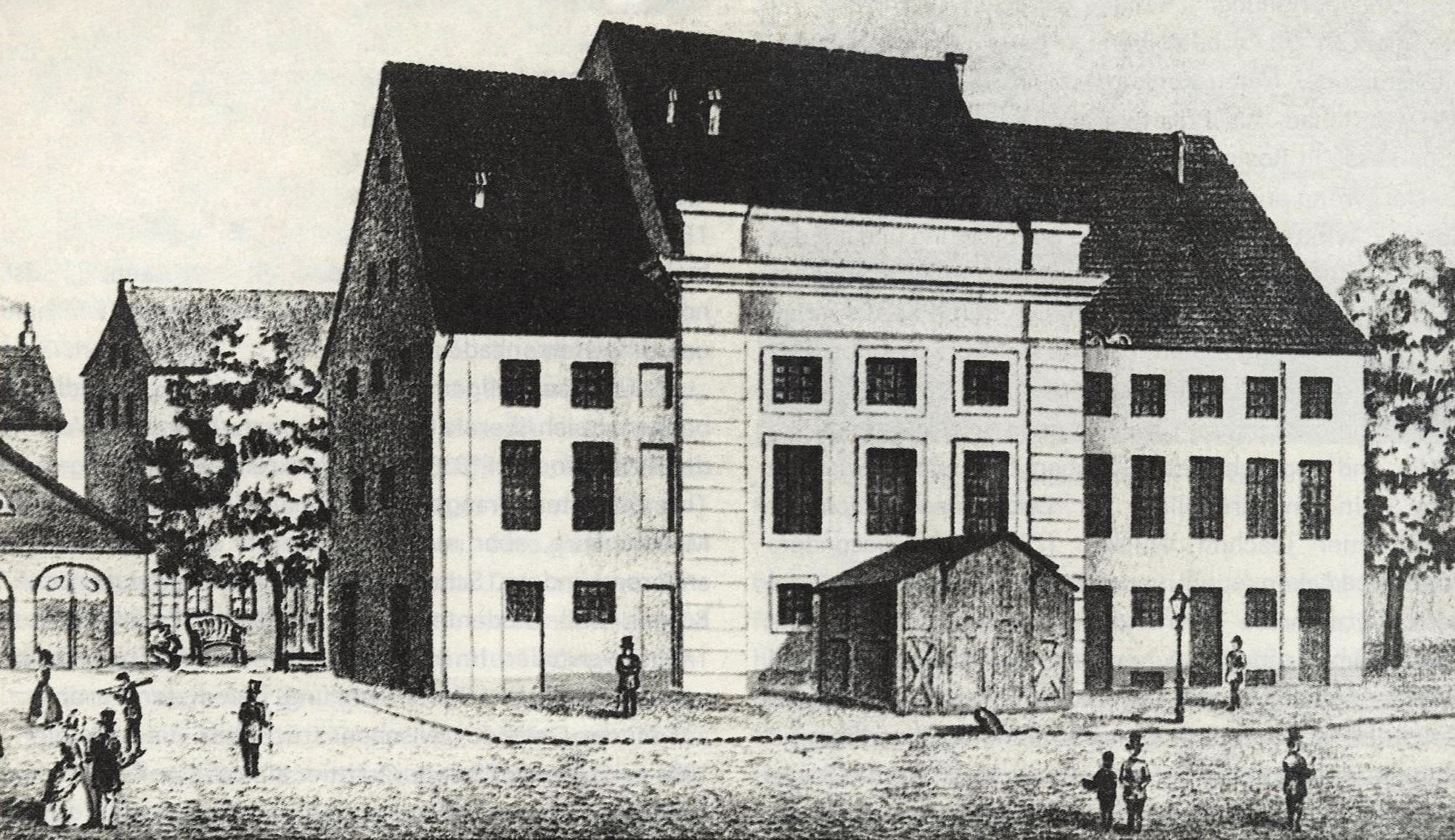
Das Städtische Comödienhaus am Kuhberg 6 in Rostock

Die Rostocker Theatergeschichte lässt sich bis ins Jahr 1520 zurückverfolgen, allerdings traten die umherziehenden Komödianten meist auf den Marktplätzen, in angemieteten Gasthöfen oder Sälen auf. Ab Ende des 17. Jahrhunderts diente auch das 1624 am Johannisplatz errichtete Ballhaus als Aufführungsstätte. Auf Wunsch von Herzog Christian Ludwig errichtete sein Hofbaumeister Jean Laurent Legeay von 1747 bis 1751 am Hopfenmarkt einen zweigeschossigen Theaterbau. Das Hoftheater blieb aber bis auf eine Ausnahme dem Adel vorbehalten. Nach dem Einsturz des Ballhauses während eines Sturms im November 1760 griffen die Schauspieler wieder auf Interimslösungen zurück. Der erste öffentliche Theaterbau Rostocks entstand ab Ostern 1784 am Standort des alten Ballhauses nach Plänen des Universitätsprofessors und Architekten Gustav Schadeloock. Offenbar waren sich die Bauherren nicht einig, was ein Theater außer einem großen Saal noch benötigte, und so wurden während der mehrfach verlängerten Bauzeit noch ein Stockwerk, Logen, Toiletten und zusätzliche Zimmer hinzugefügt. Die anfangs veranschlagten 2000 Reichstaler wurden trotz sparsamer Bauweise und dem Verzicht auf Schmuckelemente mit letztlich 12000 Reichstalern weit übertroffen.
Mit dem Bühnenstück Verbrechen aus Ehrsucht von Iffland konnte Prinzipal Jean Tilly das Städtische Comödienhaus am 7. Juni 1786 endlich eröffnen. Das Theater war jedoch keine Bühne mit festem Ensemble, sondern eher eine bessere Unterkunft für Wanderschauspieler. Nahezu einhundert Jahre lang präsentierte das Comödienhaus das Rostocker Theaterleben, bis es am Abend des 20. Februar 1880 durch einen Brand zerstört wurde.

### Rostocker Stadttheater

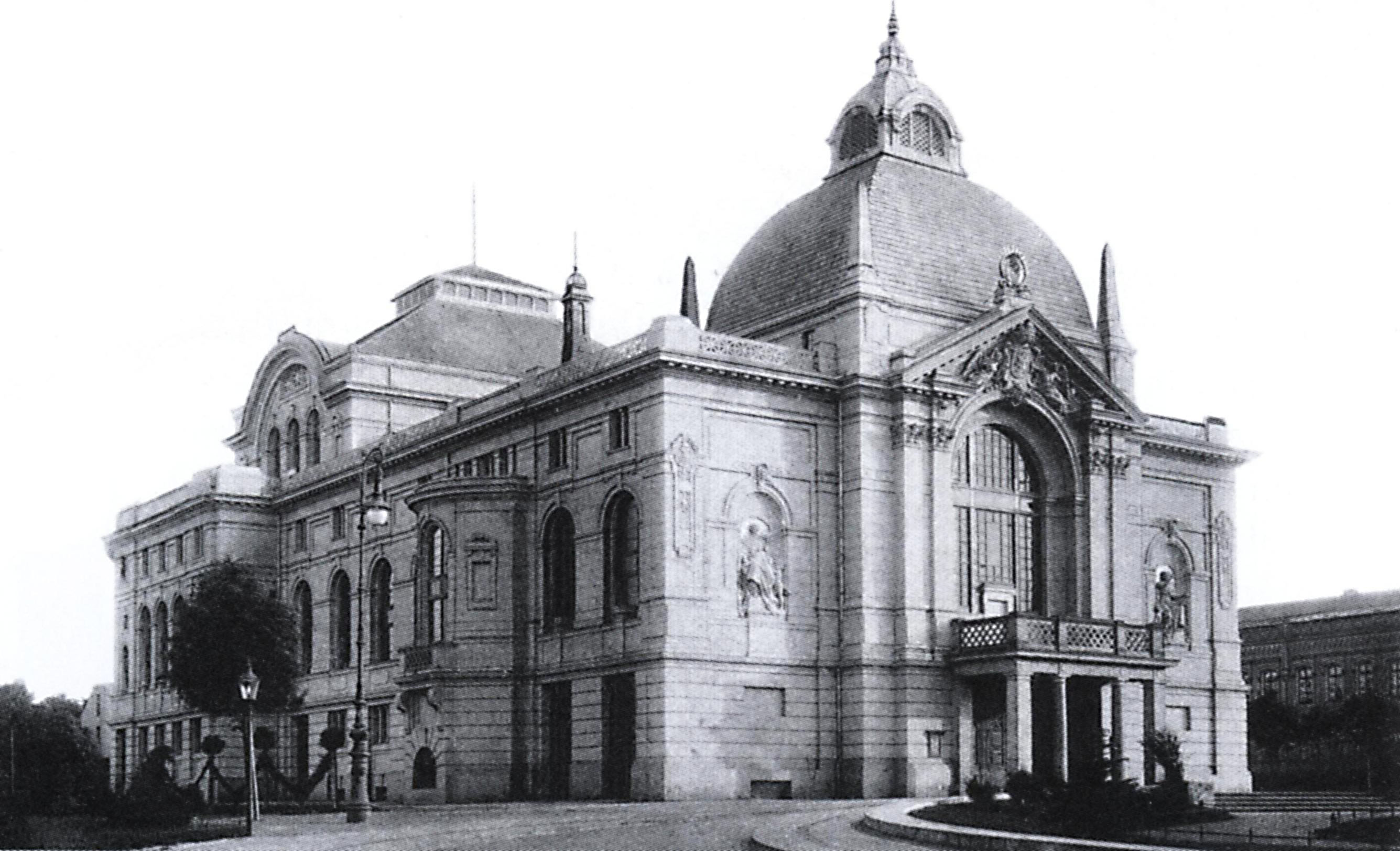
Rostocker Stadttheater um 1920

Für einige Zeit diente das 1871 eröffnete Thalia-Theater im Societätsgarten als behelfsmäßige Spielstätte, doch das recht kleine Gebäude genügte den gestiegenen Erfordernissen eines Theaterbesuches nicht. Unternehmer Friedrich Witte gab offenbar den entscheidenden Anstoß für einen Theaterneubau.  1893 schrieb die Stadt Rostock einen Architekturwettbewerb aus, bei dem die Entwürfe der Architekten Becker & Schlüter (Berlin), Seeling (Berlin), sowie Semper (Hamburg) in die engere Wahl kamen, wobei Prof. Heinrich Seeling als Gewinner hervorging und am 3. Januar 1894 vom Rat der Stadt mit dem Bau beauftragt wurde. Die Bauzeit des Theaters betrug 15 Monate, die Baukosten beliefen sich auf etwa 600.000 Mark. Der größte Teil dieses Betrages stammte aus Spenden der Rostocker Einwohner, aber auch aus Legaten von Rostocker Bürgern. Am 5. Oktober 1895 wurde das Theater mit Schillers Wilhelm Tell eingeweiht, in der Rolle des Stauffachers debütierte Paul Wegener.
Das Gebäude im Stil der Neorenaissance bot 949 Zuschauern Platz: 421 davon im Parkett, 154 im ersten Rang, 160 im zweiten und 240 im dritten. Im zweiten Rang befanden sich außerdem 24 Stehplätze und im 3. Rang noch einmal 40.
Ständig wechselnde Inszenierungen sorgten für prosperierende Zeiten, um die Jahrhundertwende wurde Rostock auch das „Bayreuth des Nordens“ genannt. Nach dem Ersten Weltkrieg sorgte Direktor Ludwig Neubeck mit der Einrichtung von weiteren Spielstätten Im Hotel Fürst Blücher und in der Wilhelmsburg für die Verbreitung des Genres Kammerspiel. Verschiedene Gastauftritte, unter anderem im Mai 1925 von der Mailänder Oper-Stagione, brachten die Aufführungen von Barbier von Sevilla und Aida in das Rostocker Stadttheater.

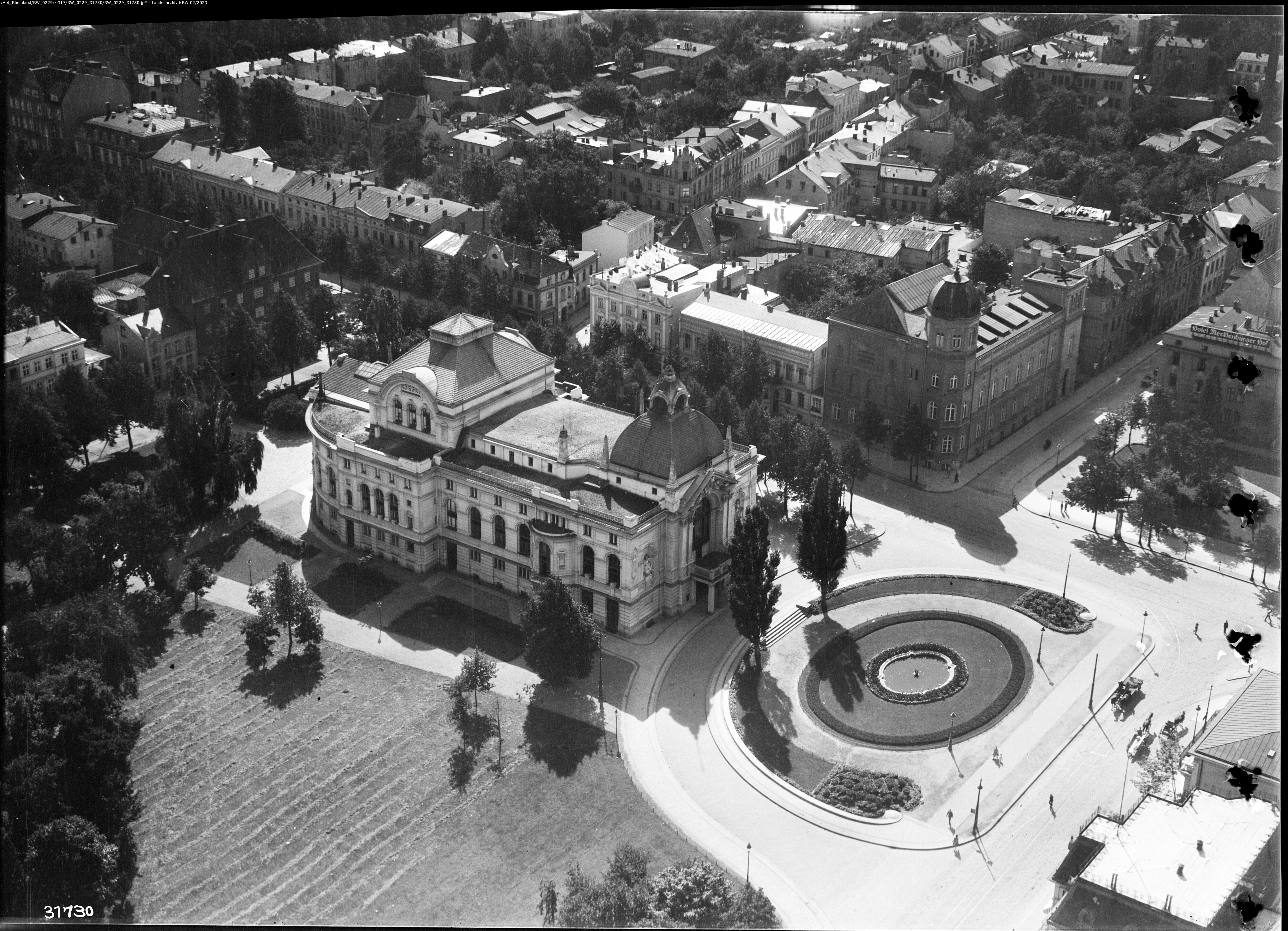
Rostocker Stadttheater 1931

Von April bis August 1938 wurden der Zuschauerraum und das Foyer neu gestaltet und der Orchesterraum erweitert. Den Bauauftrag erhielten die Architekten Friedrich Lipp und Werry Roth aus Berlin. Bei der Umgestaltung des Zuschauerraums wurde der dritte Rang abgebrochen. Danach blieben noch 882 Sitzplätze übrig: 432 im Parkett, 161 im ersten und 289 im zweiten Rang.

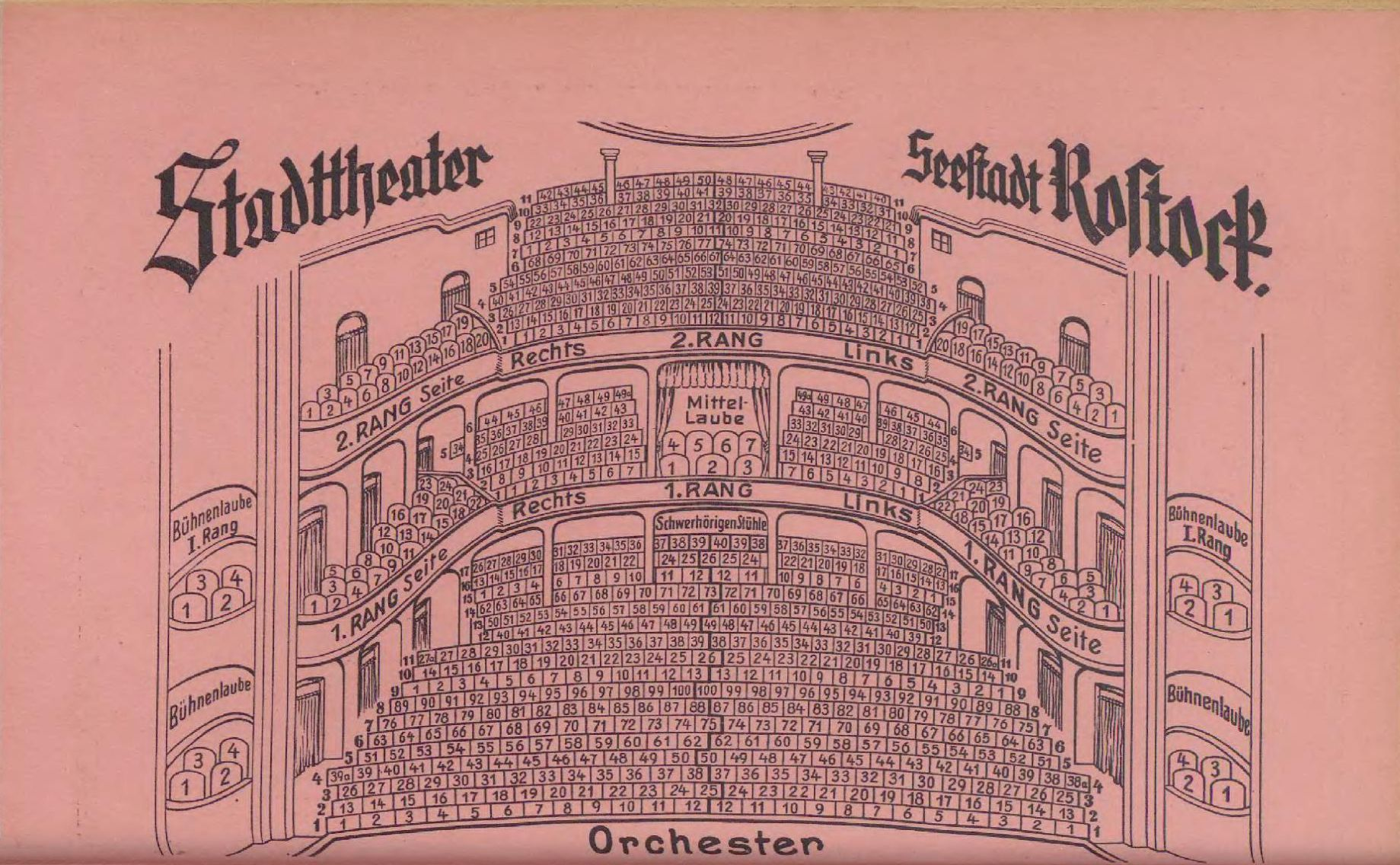
Sitzplan des Rostocker Stadttheaters von 1939

Wiedereröffnet wurde das Haus am 1. September 1938 mit dem Tannhäuser von Richard Wagner.
Britische Luftangriffe auf Rostock in der Nacht vom 24. zum 25. April 1942 zerstörten auch das Theatergebäude. Trotzdem wurde gespielt: Entweder auf einer Behelfsbühne im Fürstensaal des Rathauses, im Saal der Wilhelmsburg oder auf der Freilichtbühne im Barnstorfer Wald. Ab März 1943 diente die innerhalb von 10 Monaten umgebaute Tanzgaststätte Philharmonie im Patriotischen Weg 33-35 als Spielstätte Neues Haus. Die vollständig ausgebrannte Ruine des Stadttheaters wurde am 14. August 1948 teilweise gesprengt und dann abgetragen.
Seit dem Frühjahr 1952 trägt das Theater im Patriotischen Weg den Namen Volkstheater Rostock.